# Mănăstirea Recea (județul Vrancea)
Mănăstirea Recea este o mănăstire ortodoxă din România situată în comuna Dumbrăveni, județul Vrancea.
Schitul de maici Recea este situat în satul Cândești. În timpul celui de al doilea război mondial, schitul, inclusiv biserica, a fost închis. După război schitul a fost populat cu maici, iar biserica, deteriorată parțial, a fost reparată, i s-a adăugat un pridvor și a primit enoriași. În prezent, biserica este clasată ca monument istoric, cu cod LMI VN-II-m-B-06501.